# Psicologia individuale
La psicologia individuale, o psicologia individuale comparata, di Alfred Adler prende in esame l'individuo nella sua unica e irripetibile dinamica di processi consci e inconsci: l'uomo è una unità mente/corpo indivisibile, originale e coerente nelle sue manifestazioni.
La psicologia individuale comparata di Alfred Adler è un metodo per la conoscenza concreta, pratica dell'uomo (Menschenkenntnis) ed uno strumento per comprendere il comportamento nelle sue molteplici espressioni; insieme alla psicoanalisi di Sigmund Freud ed alla psicologia analitica di Carl Gustav Jung, costituisce la triade fondamentale delle teorie della personalità.
Nel 1911, dopo un lungo periodo di intensa collaborazione con Freud, divenute ormai troppo evidenti le divergenze teoriche, Alfred Adler fonda, con un gruppo di seguaci, la Società di Psicologia Individuale Comparata. "Il nome, Psicologia Individuale, intende esprimere la convinzione che i processi psicologici e le loro manifestazioni si possono comprendere soltanto dal contesto individuale ed ogni intuizione psicologica inizia con l'individuo".
L'attributo "individuale", che oggi contraddistingue la Scuola, affiancato dalla meno consueta qualifica di "comparata", esprime l'idea di una individualità psichica che, per la sua natura “sociale”, è parte di una struttura comunitaria formata da altre unità psichiche, perciò, "non è possibile studiare un essere umano in condizioni di isolamento, ma solo all'interno del suo contesto sociale". Si può, quindi, considerare la Psicologia Individuale Comparata come matrice del filone socio-culturale della psicologia dinamica.

## La natura sociale dell'uomo
Per Adler i rapporti sociali sono elementi fondamentali della vita psichica: l'uomo è un "animale sociale" che vive ed interagisce con i membri della comunità cui appartiene, un nodo nella rete delle interazioni che vanno dal nucleo familiare, più prossimo all'individuo, alla società, in senso lato, alla natura ed al cosmo.

### La famiglia
"Sin dal momento della nascita il bambino cerca di instaurare rapporti con la madre: ... È in questa situazione che si sviluppa per la prima volta la capacità di cooperare.". La madre introduce il bambino alla relazione con gli altri membri della famiglia (padre, fratelli, zii, nonni...) e con le altre figure importanti (amici, vicini di casa, ...), incoraggiando quei comportamenti che sono consoni alle norme del gruppo e scoraggiando gli atteggiamenti dissonanti. Al padre spetta il compito di insegnare i principi, i valori e le modalità di interazione con la comunità. Attraverso il rapporto con i fratelli, quasi sempre condizionato dalla posizione nell'ordine di nascita, e/o con i compagni di gioco il bambino impara, a seconda delle circostanze, a collaborare con i pari, lottare per l'affermazione di sé, dominare o sottomettersi.
La rete delle interazioni familiari, definita da Adler come 'costellazione familiare, proprio per sottolineare il carattere di interdipendenza tra i suoi membri, definisce il primo spazio sociale in cui l'individuo si trova a misurarsi: in seno alla famiglia, quindi, l'individuo comincia a sperimentarsi ed a formulare  un'opinione su se stesso e sul mondo.

### Le relazioni sociali
Le relazioni sociali sono, prevalentemente, rappresentate dalle interazioni che si struttureranno, nel corso della vita, a scuola o nell'ambiente di lavoro o coltivando interessi e hobby, ma l'interazione sociale non si limita alle amicizie. Adler afferma: "Il bambino quando viene alla luce trova sempre e soltanto i contributi che gli altri hanno apportato alla vita, al benessere, alla sicurezza", un contributo che si esplica nell'evoluzione psicofisica dell'individuo: l'ontogenesi ricapitola la filogenesi; ciascuno, quindi, in modo personale ed unico, diviene tramite tra il passato e il futuro ed artefice dell'evoluzione sociale.
Esiste un'altra accezione data al concetto di società: "Quando Adler parla di società non intende riferirsi ad alcun modello concreto di società ... ma a una Società ideale ...verso cui tendono gli sforzi dell'Umanità. È una Società che va pensata, usando il termine spinozano che Adler usa, sub-specie aeternitatis".

### Il lavoro
La vita umana è garantita dall'adattamento attivo all'ambiente ma, "non sarebbe possibile assicurare la vita umana se ciascun individuo tentasse di strappare da solo i mezzi per vivere sulla terra, senza cooperazione e senza i risultati della cooperazione precedente." Il progresso della scienza e della tecnologia obbliga a nuovi contributi: dall'acquisizione delle vecchie competenze alla ricerca di nuove soluzioni più efficaci e perfezionate, ciascuno si inserisce nel flusso evolutivo in cui il miglioramento delle condizioni soggettive ed oggettive è, ancora una volta, strettamente concatenato.

## La psiche e le sue istanze fondamentali
Nel progetto evolutivo della psiche, teleologicamente orientata, il benessere individuale è anche sociale. Da questa considerazione derivano due conseguenze ed un piccolo corollario.

### L'aspirazione alla superiorità
Dietro ogni azione umana vi è una forza dinamica di base, una lotta che da una situazione di minus porta ad una situazione di plus, da un sentimento di inferiorità ad uno di superiorità, di perfezione e di  completezza. L'aspirazione alla superiorità, o "volontà di potenza", come istanza innata, in senso categorico (metafisico), rappresenta l'aspirazione verso l'alto, verso la perfezione, verso una situazione di maggior stabilità e sicurezza. "Coloro che hanno dato origine al concetto di evoluzione nel campo della vita organica generale come Darwin e Lamarck hanno fatto, sottolinearono che la vita deve essere compresa come movimento verso una meta e che questa meta, la conservazione dell'individuo e della specie, è ottenuta attraverso il superamento di resistenze che l'ambiente prospetta all'organismo... Se questa aspirazione non fosse innata nell'organismo nessuna forma di vita potrebbe conservarsi."
A questo movimento, sub specie aeternitatis, si affianca, sostenuta dalla debolezza del bambino e dal suo senso di inferiorità nei confronti dell'adulto, l'aspirazione alla soluzione delle difficoltà che incontra nel corso della crescita e che continua a sperimentare quando incontra un ostacolo. Partendo dall'osservazione che l'organismo, per garantire una certa omeostasi, spesso compensa il malfunzionamento di un organo con l'incremento di attività da parte di un altro organo, Adler affermò che ogni individuo tende a controbilanciare i limiti fisici o le insufficienze scaturite dal confronto con l'ambiente, strutturando un sistema di "compensazioni" finalizzate a sconfiggere o ad attenuare le condizioni di inferiorità.
Se gli apporti ambientali sono favorevoli, il disagio dell'inferiorità può essere superato; se gli stimoli sono negativi, o vengono percepiti come tali, o si verificano frustrazioni sistematiche (umiliazioni, confronti svalorizzanti, competitività, ...), si potrà determinare un rafforzamento e una trasformazione dell'ordinario sentimento di inferiorità in complesso di inferiorità.
Adler osservò che, nelle donne, un complesso di inferiorità, acuito dalla posizione subordinata rispetto all'uomo, spesso si manifesta con l'accentuarsi delle reazioni difensive e l'instaurarsi di comportamenti maschili ipertrofici; denominò protesta virile questa risposta reattiva proprio per sottolineare la direzione del movimento verso una posizione "virile", ritenuta come più forte ed affermativa. La protesta virile è, però, presente anche in quegli uomini che si ritengono deboli e che, pertanto, aspirano a diventare "uomini completi".

### Il sentimento comunitario
Il sentimento comunitario o "sentimento sociale" (Gemeinschaftgefühl) è un'istanza innata riferita al concetto ideale di Società sub specie aeternitatis. Il sentimento comunitario indirizza la volontà di potenza ma è mosso da questa in senso evolutivo: l'uomo si prefigge l'obiettivo di realizzare una comunità in cui tutti gli equilibri siano garantiti. Così, sentimento sociale e aspirazione alla superiorità sono dinamicamente interconnessi: "... noi ci avvicineremo a una condizione di più ampi contributi, di maggiore capacità a cooperare in cui ogni individuo si presenta a tutti gli effetti come parte dell'intero, una condizione per la quale, naturalmente, tutte le forme del nostro movimento sociale sono prove, prove preliminari ma di esse rimarranno solo quelle che sono situate nella direzione di questa comunità ideale."
Le prove preliminari, di cui parla Adler, si realizzano, fin dalla nascita, in famiglia o nel gruppo sociale, grazie alla potenzialità innata all'aggregazione con i propri simili. Successivamente, attraverso l'educazione e la partecipazione alla vita comunitaria, il sentimento sociale può affinarsi nella capacità di collaborare, comprendere gli altri ed entrare in rapporto empatico con loro. Lo stadio più evoluto del sentimento comunitario è rappresentato dalla capacità di giudicare ciò che sta dalla parte utile e ciò che è dalla parte inutile della vita, ciò che è socialmente evolutivo e ciò che non lo è; in tal modo il sentimento sociale assume la funzione di "barometro della normalità": un sentimento sociale "sano" non si manifesta attraverso un passivo adattamento a comportamenti convenzionali, ma attraverso un uso socialmente corretto del potere creativo dell'individuo.

### Il grado di attività individuale
Ciascuno partecipa al movimento evolutivo sociale secondo le sue peculiarità o, come dice Adler, secondo il suo grado di attività. Così Adler, benché rifugga le classificazioni, accenna a quattro possibili, generiche tipologie di attività umana: il tipo che "domina", il tipo che "prende", il tipo che "evita"  ed il tipo che "combatte" per la soluzione dei suoi problemi in modo che ciò risulti utile anche agli altri. È evidente che le prime tre tipologie rappresentano soggetti socialmente improduttivi, carenti nella capacità di collaborare/cooperare, mentre solo l'ultima tipologia di individui indica uno sviluppo positivo del sentimento sociale.

## L'unità del Sé
Prendendo spunto dalle osservazioni dell'anatomo-patologo Virchow, che considerava l'organismo come un insieme unificato le cui parti collaborano tutte in funzione di un fine comune, Adler afferma che le diverse attitudini e le diverse tendenze di un individuo collaborano per definire una personalità unificata e diretta verso un fine.

### Il finalismo causale
Adler, nell'indagare la condotta umana spostò l'attenzione "dalle cause che la determinano allo scopo per cui è concepita". "Se possediamo informazioni anche parziali su di un individuo e conosciamo il suo fine ultimo, ci è possibile  attribuire un significato alle sue manifestazioni e comprenderne l'intima ragione, considerandole come preparazione al raggiungimento del fine." Nel progettare l'azione l'uomo "processa" i dati dell'esperienza e, partendo da quelli, prepara l'azione che, a sua volta, diviene causa capace di generare nuovi effetti.

### Il principio di causalità interna
Quando conosciamo la meta di una persona possiamo supporre quale sarà la sequenza delle sue azioni successive. Come nell'esempio riportato da Adler, l'associazione tra "albero" e "corda" può assumere un significato diverso se è prodotta da un soggetto che ha subito, recentemente, gravi delusioni o se si tratta, invece, di un giardiniere che debba potare una pianta.
Un deficit organico, un trauma o un lutto non sono, a priori, causa di difficoltà oggettive; la causalità di un evento è riconoscibile solo attraverso la linea direttrice di colui che compie l'azione poiché l'unità della psiche coordina la successione delle operazioni utili a raggiungere la meta prefissata.

### La confluenza delle pulsioni
Nelle manifestazioni del comportamento, una "pulsione" non si presenta mai come elemento a sé stante ma come intreccio con altre pulsioni. Ad esempio, come ha osservato Pavlov, la pulsione a mangiare è sempre associata alla pulsione visiva ed a quella olfattiva.
Come ogni altro fattore causale, la pulsione va interpretata, non come astrazione, ma alla luce della meta finale dell'individuo e "la meta pulsionale è determinata dal soddisfacimento dei bisogni dell'organo e dal conseguimento di piacere ricavato dall'ambiente."
Se l'appagamento di una pulsione si scontra con un ostacolo culturale o si contrappone ad un'altra pulsione, l'espediente difensivo determina il capovolgimento della pulsione nel suo opposto (avarizia/generosità, voracità/anoressia, ecc.), oppure lo spostamento di una pulsione verso un'altra meta (dall'amore  per il padre a quello per l'insegnante, il medico, l'amico). Le pulsioni possono anche avere significati diversi: ad esempio la "pulsione aggressiva" ha una connotazione negativa quando è auto o eterolesiva o quando si manifesta come supercompensazione di un complesso di inferiorità, come nel caso della protesta virile; quando è diretta verso ostacoli o pericoli (lotta al cancro, alla povertà, alla delinquenza, ...), è associata ad un adeguato sentimento sociale ed è subordinata alla lotta generale per la superiorità, ha valore positivo e nobile.

## La struttura del comportamento
Fin dalla nascita, il bambino "sperimenta" se stesso e l'ambiente, in cui è inserito e dal quale dipende, procedendo in base al metodo per prova ed errore, "... cerca di organizzare il suo mondo in modo da riuscire ad affrontarlo ...localizza, riorganizza, confronta, contrappone, misura, testa e ritesta, ... studia causa ed effetto, ciò che è bene e ciò che è male, ciò che è piacevole e ciò che è sgradevole, ciò che è desiderabile e ciò che è indesiderabile, finché diviene capace di fare le prime astrazioni."
Ogni nuova esperienza, assimilata nello schema cognitivo e combinata con le conoscenze già acquisite, attraverso percezioni selettive, ricordi, valutazioni e sperimentazioni, determina nuovi modelli mentali. Omnia ex opinione suspensa sunt ! L'infinito numero di possibilità in cui possono combinarsi, in successione, gli elementi appresi rende il comportamento individuale praticamente unico ed originale.

### La  psicologia d'uso
"Non sono né l'eredità né l'ambiente che determinano la relazione col mondo esterno. L'eredità gli assegna solo alcune doti. L'ambiente gli fornisce solo alcune impressioni. Queste doti e impressioni e la maniera in cui egli ne fa "esperienza", cioè l'interpretazione che egli dà di queste esperienze, sono i mattoni che egli usa nelle specifiche modalità "creative", per costruire le proprie attitudini verso la vita. È il suo modo personale di usare questi mattoni – o in altre parole, è la sua attitudine verso la vita – che determina la sua relazione con il mondo esterno."
Ne è dimostrazione il fatto che, due fratelli, cresciuti nello stesso ambiente familiare, con gli stessi principi e valori, possono rivelarsi completamente diversi nel comportamento. Lo schema di appercezione attraverso cui vengono processate le esperienze fa sì che la visione della realtà sia, quindi, soggettiva, fenomenica e creativa.
L'interpretazione dei dati, espressa da una considerazione del tipo: "il mondo è così" e "io sono fatto così", è seguita dalla conclusione: "perciò..." che introduce la successione delle azioni utili a garantire la soddisfazione dei propri bisogni e delle richieste dell'ambiente.

### Il Sé creativo
Fra l'azione degli stimoli sull'individuo e la risposta di questo agli stimoli, fra l'eredità e l'ambiente, s'inserisce il "Sé creativo", la variabile soggettiva che rende significative le esperienze dell'individuo e che consente di trovare nuove soluzioni, elaborare strategie per compensare vissuti d'inferiorità, individuare le finalità prevalenti.
Il Sé creativo, unitario e coerente, determina e domina la struttura della personalità, indirizza il comportamento, sovrintende alla continua evoluzione della psiche, filtra ed interpreta l'immagine di sé e della realtà. È ciò che caratterizza ciascuno e che viene comunemente percepito come "carattere".

### Le finzioni
In assenza di un valido controllo "razionale" o di informazioni esaurienti, il criterio autoreferenziale deve talvolta ricorrere a spiegazioni arbitrarie; Adler, prendendo spunto dalla filosofia di Vaihinger, ipotizzò l'esistenza di modelli interpretativi, opportunamente elaborati dal Sé creativo, capaci di adattare la percezione di sé e del mondo, che denominò "finzioni" per segnalarne l'evidente natura artificiosa. La finzione dovrebbe essere un costrutto temporaneo da abbandonare quando è ritenuto non più efficace. Alcune finzioni, invece, si radicano nel comportamento traducendosi in ipotesi o addirittura in dogma (legge della trasposizione delle idee).
Le finzioni appartengono prevalentemente all'infanzia, anche se la tendenza ad elaborarne permane per tutta la vita. Si considerano "finzioni positive o vitali" quelle finzioni capaci di armonizzare la percezione di sé stessi e del proprio rapporto con la vita; finzioni rafforzate quelle che producono l'inasprimento di un'erronea interpretazione della realtà, come avviene nel comportamento nevrotico.

## Lo  stile di vita
Il concetto di Stile di vita è il punto d'arrivo della teoria adleriana. Il termine, coniato da Max Weber e da Talcott Parsons per caratterizzare l'insieme dei comportamenti comuni di un certo gruppo sociale, fu introdotto in psicologia da Adler per indicare, invece, il "principio unificante che organizza, nell'individuo, la direzione dell'azione, la meta, le tendenze e le aspirazioni in un modello unico".
È l'impronta psichica, unica e inimitabile, nella quale confluiscono i tratti del comportamento, i pensieri, le idee, le opinioni, le emozioni e i sentimenti;  per l'individuo è un modello organizzativo iperstrutturato che dirige l'attività psichica, è modus vivendi, matrice e causa delle risposte agli stimoli, feedback che rinforza o inibisce il movimento verso la meta, è predizione ed anticipazione che si autoavvera, è la "regola delle regole". Lo stile di vita è la manifestazione tangibile dell'originalità del Sé creativo.
"Lo stile di vita è un mito e genera miti. L'immagine di sé  e quella del mondo sono finzioni mediante le quali l'individuo cerca di organizzare la comprensione delle "verità" del mondo." Lo  stile di vita si struttura nella prima infanzia e rimane pressoché costante nel corso di tutta la vita a meno che, un'esperienza significativa come, ad esempio, un evento esistenziale importante o una psicoterapia non ne modifichi i parametri.

## Le applicazioni della Psicologia Individuale
La psicoterapia adleriana è una psicoterapia psicodinamica il cui scopo è l'esplorazione dello stile di vita e la comprensione degli errori interpretativi generati dalle finzioni; è un'esperienza che oltre ad accrescere la conoscenza di sé, per le sue peculiarità, offre anche un criterio per interpretare la vita ed il mondo. Il pensiero psicologico adleriano si addentra in vari grandi filoni applicativi trovando spazio nella sociologia, nella psicopedagogia, nella psicologia del lavoro, nella psicologia giuridica, nelle neuroscienze, ....
Nell'immediato dopoguerra, Adler fu invitato a tenere regolarmente conferenze al Volksheim di Vienna, il più importante Istituto di educazione per gli adulti. Il suo interesse era rivolto alla pedagogia: una formazione progressista del fanciullo, secondo i principi della Psicologia individuale, sarebbe stata di notevole vantaggio come prevenzione dei disturbi dell'adulto; grande impegno fu, perciò, speso per ottenere la riforma della scuola pubblica ed un'adeguata formazione degli insegnanti. Adler propose alle scuole anche un servizio gratuito di consulenza e orientamento destinato agli alunni con difficoltà di apprendimento o di comportamento.
Dopo la sua morte, la diffusione del suo metodo è proseguita ad opera dei figli, Kurt ed Alexandra, e dei suoi discepoli: Rudolf Dreikurs, Viktor Frankl, Rollo May, Abraham Maslow and Albert Ellis. La sua influenza è evidente anche in Autori considerati neofreudiani come Karen Horney, Harry Stack Sullivan, Erich Fromm ... continuando, tuttora, attraverso le attività di ricerca svolte in Centri diffusi in tutto il mondo.
In Italia l'opera di Adler è stata divulgata da Francesco Parenti e Pier Luigi Pagani, fondatori della Società Italiana di Psicologia Individuale.